# Михальченко Борис Григорович
Борис Григорович Михальченко (нар. 16 жовтня 1968, Харків, Українська РСР, СРСР) — український радянський хокеїст, захисник.

## Спортивна кар'єра
Вихованець Харківської СДЮШОР (спортивної дитячо-юнацької школи олімпійського резерву). З сімнадцяти років почав періодично грати за «Динамо», а з сезону 1988/1989 став повноцінним гравцем основи. Всього у чемпіонатах СРСР провів 195 матчів (5+14), у тому числі у вищій лізі — 42 (0+1)

## Статистика
| Сезон             | Команда           | Ліга              | І   | Г | П  | 0  | Штр |
| ----------------- | ----------------- | ----------------- | --- | - | -- | -- | --- |
| 1985/86           | «Динамо» (Харків) | перша             | 5   | 0 | 0  | 0  | 2   |
| 1986/87           | «Динамо» (Харків) | перша             | 3   | 0 | 0  | 0  | 0   |
| 1987/88           | «Динамо» (Харків) | перша             | 8   | 0 | 0  | 0  | 2   |
| 1988/89           | «Динамо» (Харків) | вища              | 17  | 0 | 0  | 0  | 10  |
|                   | «Динамо» (Харків) | пт                | 31  | 0 | 4  | 4  | 18  |
| 1989/90           | «Динамо» (Харків) | вища              | 25  | 0 | 1  | 1  | 10  |
|                   | «Динамо» (Харків) | пт                | 35  | 0 | 2  | 2  | 18  |
| 1990/91           | «Динамо» (Харків) | перша             | 51  | 3 | 5  | 8  | 50  |
| 1991/92           | «Динамо» (Харків) | перша             | 20  | 2 | 2  | 4  | 8   |
| Усього в Д-1      | Усього в Д-1      | Усього в Д-1      | 42  | 0 | 1  | 1  | 20  |
| Усього за кар'єру | Усього за кар'єру | Усього за кар'єру | 195 | 5 | 14 | 19 | 150 |